# ЭР5
ЭР5 (Электропоезд Рижский, 5-й тип) — проект электропоезда постоянного тока, разрабатывавшийся Рижским вагоностроительным заводом по заданию МПС СССР c 1958 года. Включает моторные головные (Мг) и прицепные промежуточные (Пп) вагоны увеличенной длины с тремя тамбурами в каждом. Заводское обозначение — 62-51.

## Проектирование
Для повышения технико-экономических показателей моторвагонной тяги в пригородном пассажирском сообщении, специалистами ЦНИИ МПС был проведен ряд исследовательских работ, в ходе которых было признано целесообразным увеличение длины пассажирских вагонов с 19,3 м до 23,6 м (длина цельнометаллических пассажирских вагонов), уменьшение количества прицепных вагонов, приходящихся на один моторный вагон, с двух до одного, применение системы электрического торможения, увеличение конструкционной скорости до 130 км/ч.
Проблема составности (соотношение моторных и прицепных вагонов 1:1) и конструктивной скорости была решена в 1957 году с выпуском электропоезда ЭР1. Применение рекуперативно-реостатного торможения было осуществлено на опытных моторных вагонах РС и ЭР6, а удлинение вагонов произведено на двух опытных прицепных вагонах к секциям СРЗ.
В 1958 году рассматривался технический проект восьмивагонного электропоезда ЭР5, у которого длина вагонов доведена до 24,2 м; предусматривалось рекуперативно-реостатное торможение, конструкционная скорость 130 км/ч и соотношение моторных и прицепных вагонов 1:1. Для ускорения посадки-высадки пассажиров проектом предусматривалось устройство с каждой стороны вагона трёх дверей и выход на высокие платформы.
Электропоезд формировался из трёх типов вагонов: головные с кабиной машиниста (аналогичные примененным в электропоезде ЭР1), моторные промежуточные и прицепные промежуточные. При рабочем проектировании схема электропоезда была изменена: применён принцип секционности и расположения кабин машиниста в моторных вагонах, которые стали одновременно головными для четырёхвагонной секции (составность секции: моторный — прицепной — прицепной — моторный).
Производство электропоезда освоено не было.

## МВПС, созданный на базе серии ЭР5

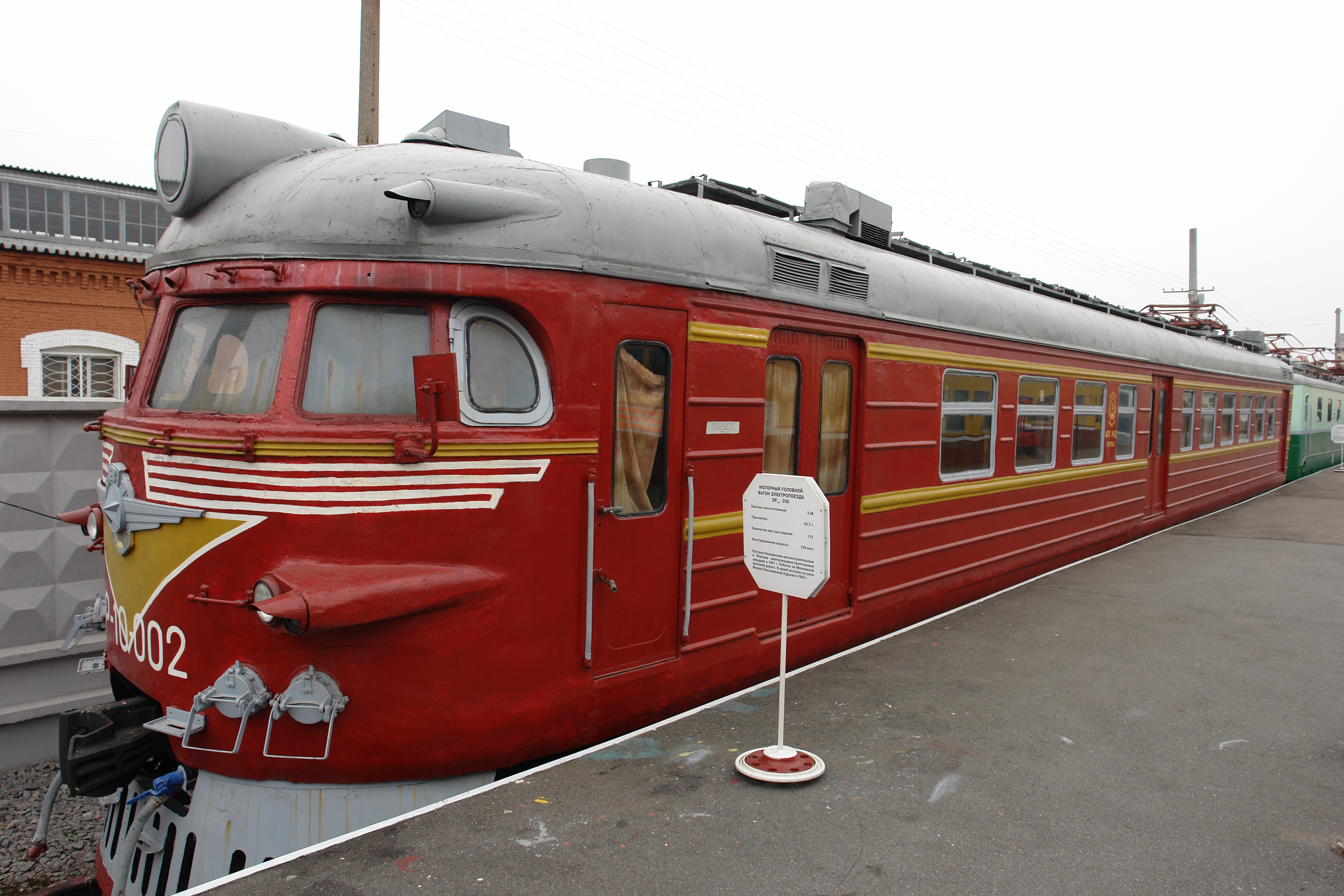
Головной вагон электропоезда ЭР10 в музее на Варшавском вокзале в Санкт-Петербурге

В 1960 году Рижский вагоностроительный (строивший моторные вагоны), Калининский вагоностроительный (прицепные вагоны) и Рижский электромашиностроительный (электрооборудование) заводы выпустили два новых четырёхвагонных электропоезда, получивших обозначение ЭР10. Два таких электропоезда могли объединяться в один восьмивагонный электропоезд. Всего в 1960—1961 гг. было построено шесть четырёхвагонных электропоездов, которые были объединены в три восьмивагонных электропоезда. Каждый четырёхвагонный поезд компоновался по схеме Мг+Пп+Пп+Мг. При этом была предусмотрена эксплуатация этих поездов по системе многих единиц (СМЕ), объединяя два состава в один.
Кузов электровагонов ЭР10 имел значительные конструктивные изменения по сравнению с выпускавшимися на тот момент вагонами серий ЭР1 и ЭР6, но почти не отличался от проекта ЭР5. Длина кузова — 24,5 м. В середине вагона находился третий тамбур. Вагоны имели по три выхода на высокие платформы с каждой стороны.
Электрооборудование моторных вагонов не сильно отличалось от оборудования электропоездов ЭР6. Тележки и привод не претерпели никаких изменений. Моторные вагоны оснащались тяговыми электродвигателями (ТЭД) ДК-106А-2, имевшими по сравнению с ДК-106А увеличенное сечение проводов (для предотвращения перегрева) и ряд других незначительных доработок. Тормозное оборудование также в целом было взято от ЭР6. По сравнению с электропоездом ЭР6 увеличилось число ступеней ослабления возбуждения для более плавного разгона поезда — их стало шесть вместо четырёх. Был внесён ряд других изменений в конструкцию секций.

### Комментарии
1. ↑  Высокая платформа — платформа, высота которой над уровнем головки рельса (УГР) составляет 1100 мм. Средняя платформа — платформа, высота которой над УГР составляет 550 мм. Низкая платформа — платформа, высота которой над УГР не более 200 мм[1].